# Aliens versus Predator 2: Primal Hunt
Pour les articles homonymes, voir Aliens vs. Predator.
Aliens versus Predator 2: Primal Hunt est une extension du jeu Aliens versus Predator 2, sorti en 2002.

## Trame

### Synopsis
Cinq cents ans avant les événements de Aliens versus Predator 2, un Predator chassait sur une nouvelle planète (LV-1201). Il découvrit un temple qui appartenait à une civilisation inconnue et un artefact qui avait le pouvoir de contrôler les Aliens. Huit mois plus tard, les Predators ont construit des bâtiments pour étudier et protéger l'objet, mais des Aliens commencent à envahir le temple et le Predator (jouable) doit réparer l'appareil d'hibernation des œufs. Mais un Facehugger l'attaque au moment où l'appareil est réparé. Cinq cents ans après et six semaines avant Alien versus Predator 2, les mercenaires ont retrouvé le temple. Dunya est alors le personnage jouable.

### Protagonistes

#### Corporates
Le joueur se nomme Dunya, sa mission principale est de protéger et de ramener l'artefact à la compagnie. La jeune femme doit traverser la caverne (temple) et l'installation du complexe.
Le principal atout de l'humain, c'est la puissance de feu. Il est la plus faible et la plus fragile des races.

#### Predator
Le joueur joue un Predator qui est parti en chasse et trouvera un temple, pendant l'invasion des Aliens, il se fait attaquer par un facehugger et se retrouve 500 ans après, il doit retrouver l'artefact, le ramener dans le temple et envoyer un message aux autres Predators.
Le Predator a des capacités physiques pour courir plus rapidement et faire des sauts de plusieurs mètres.

#### Predalien
Le joueur commence en tant que Facehugger et doit trouver un Predator isolé pour l'infecter, le chestburter se retrouve 500 ans plus tard et doit trouver de la nourriture dans le complexe et grandir (dans la morgue), sa mission principale est de retrouver l'artefact puis de sauver sa propre vie.

## Accueil
- Jeuxvideo.com : 12/20[2]